# 魔王が家賃を払ってくれない
『魔王が家賃を払ってくれない』（まおうがやちんをはらってくれない）は著者・伊藤ヒロのイラスト・魚による日本のライトノベル。単行本は小学館（ガガガ文庫）より発売されている。
美少女だがおんぼろアパートに住み怠惰な「魔王」と、彼女から家賃を取り立てようとしてはアクシデントに遭ったりする男子高校生を中心としたファンタジーラブコメディ。

## 登場人物
高良多 義経（たからだ よしつね）
主人公。県立鴨ヶ谷寺高等学校に通う、高校2年生。16歳。魔王を倒した勇者高良多静の弟で、埼玉県鴨ヶ谷市にある築40年のボロアパート『ニューゴージャス高良多』の大家の息子。勇者一行でのポジションは荷物持ち。
魔王アーザ十四世（まおうあーざじゅうよんせい）
ヒロイン。16歳。一人称は「余」で尊大な口調だが美少女。普段の格好はジャージにしまパンで、ぱんつ丸出しがデフォルト。勇者に敗れた後、『ニューゴージャス高良多』に住みつき、ネットやオタク趣味に耽溺した怠惰な生活を送っているオタクで2ちゃんねらー。フィギュアなどのオタクグッズなどにすぐ浪費してしまうため家賃を滞納し続けている。怠け癖のため不登校ぎみだが、義経と同じクラスに在籍。
邪神の杖クグサククルスでの攻撃は核兵器並みで、最強の魔導士で、かつて地上に侵攻してきた。ただし、静との決戦で力を出し惜しみし、全力を出さないまま敗れる。
初めから義経に好意を持っていたが、3巻の終盤で遠回しな愛の告白をするなど、好意が解りやすくなってきている。
供崎 宮子（ともざき みやこ）
義経の幼馴染。16歳。勇者一行でのポジションは女戦士。得意技は正義のチェーンソーによる「岩盤破砕斬」
義経に初めは照れ隠しで暴力を振るっていたが、最近は義務とばかりに事務的に暴力を振るう。好意はある。
ウィトゲンシュタイン将軍（うぃとげんしゅたいんしょうぐん）
魔王軍の司令官で、魔王の忠臣。巨乳。紫肌で常にビキニアーマーを着用している。銀河暗黒剣の使い手。得意技は「銀河暗黒剣胡蝶乱舞」奥義は「真胡蝶爆裂散華」
頭が弱く、ドリンクバーをジュースを作り出す装置と思うなど、発想が可愛い所がある。
ラプラス参謀長（らぷらすさんぼうちょう）
魔王軍の天才軍師で、IQ1300の超頭脳の持ち主。10歳。無表情な綾波系ロリ。腐女子でサブカルチャー嫌い。
超頭脳を持つといいながら、普段頭の良い所を見せず、たまに抜けている事があるため、義経からそのことを疑われている。
ヒルデガルド博士（ひるでがるどはかせ）
魔王の部下の研究員。眼鏡で狸の尻尾。コンビニでアルバイト中。よくアーザに廃棄弁当を催促され、断っている。
妖王ニャーラ十九世（ようおうにゃーらじゅうきゅうせい）
アーザの妹。5歳。生まれた時に、「この子は王族初のFカップ美人になるでしょう。」と予言をされた、予言の子。常に邪神の守護獣ネフレン＝カを従えている。
ミー：ゴゥ皇子（みー：ごぅおうじ）
銀河広域軍事帝国ハーストゥールの第一皇子。16歳。褐色肌の金髪ツインテールで巨乳。ふたなり。
幼いころに義経とした結婚の約束を今でも望んでおり、5巻で義経のクラスに転校した。
ヌー宰相（ぬーさいしょう）
ミー皇子のメイド。元宇宙クラスの勇者で、地球の勇者である静より強い。言動が酷く、よくミー皇子をネタに下ネタを言っている。
高良多 静（たからだ しずか）
義経の姉。元勇者。現在は埼玉県庁の地方公務員。

## 既刊一覧
1. 2011年9月17日 ISBN 978-4-09-451296-0
2. 2012年1月18日 ISBN 978-4-09-451322-6
3. 2012年5月18日 ISBN 978-4-09-451341-7
4. 2012年9月19日 ISBN 978-4-09-451366-0
5. 2013年1月18日 ISBN 978-4-09-451390-5
6. 2013年9月18日 ISBN 978-4-09-451436-0
7. 2014年4月18日 ISBN 978-4-09-451481-0

## コミカライズ
『魔王が家賃を払ってくれない（漫）』として連載された。
1. 2013年7月6日 ISBN 978-4-04-712882-8